# 1860
1860 (MDCCCLX) je bilo prestopno leto, ki se je po gregorijanskem koledarju začelo na nedeljo, po 12 dni počasnejšem julijanskem koledarju pa na petek.

## Rojstva
- 17. januar - Anton Pavlovič Čehov, ruski pisatelj († 1904)
- 2. maj - Theodor Herzl, avstrijsko-judovski novinar in politični aktivist († 1904)
- 15. februar - Martin Leo Arons, nemški fizik, socialist († 1919)
- 12. oktober - Elmer Ambrose Sperry, ameriški izumitelj, podjetnik († 1930)

## Smrti
- 27. januar - sir Thomas Makdougall Brisbane, škotski astronom, general, kolonialni guverner (* 1773)
- 27. januar - János Bolyai, madžarski matematik (* 1802)
- 17. marec - Anna Brownell Jameson, angleška pisateljica (* 1794)
- 21. september - Arthur Schopenhauer, nemški filozof (* 1788)
- - William Simms, angleški optik (* 1793)